# پاویاک

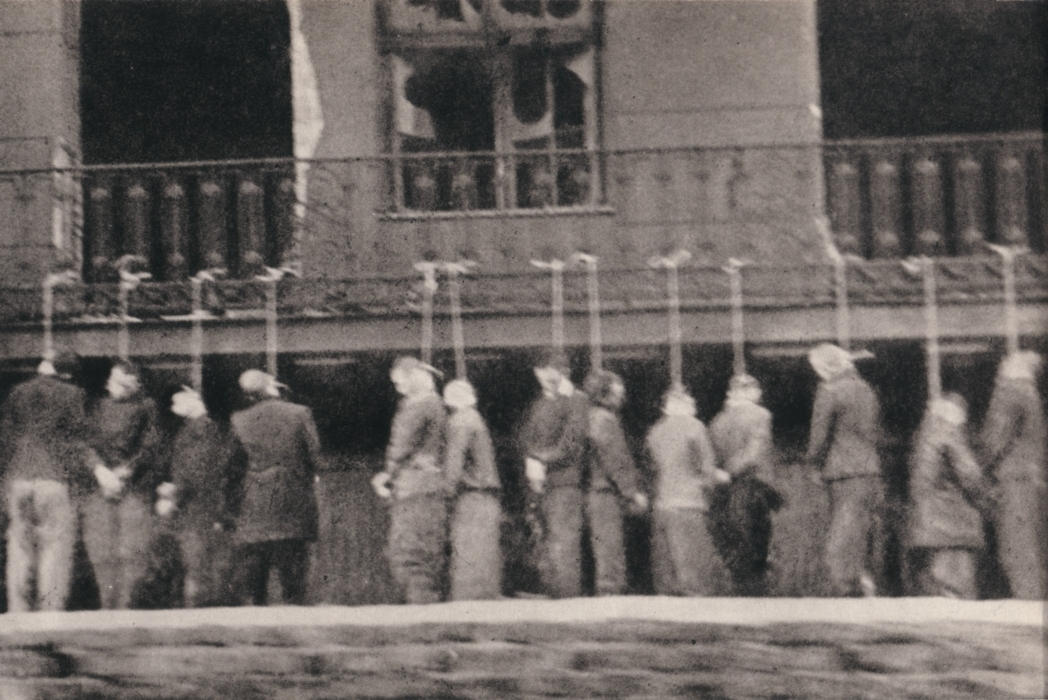
تصویری از به دار آویخته شدنِ گروهی از زندانیان اردوگاه کار اجباری پاویاک در فوریه ۱۹۴۴.

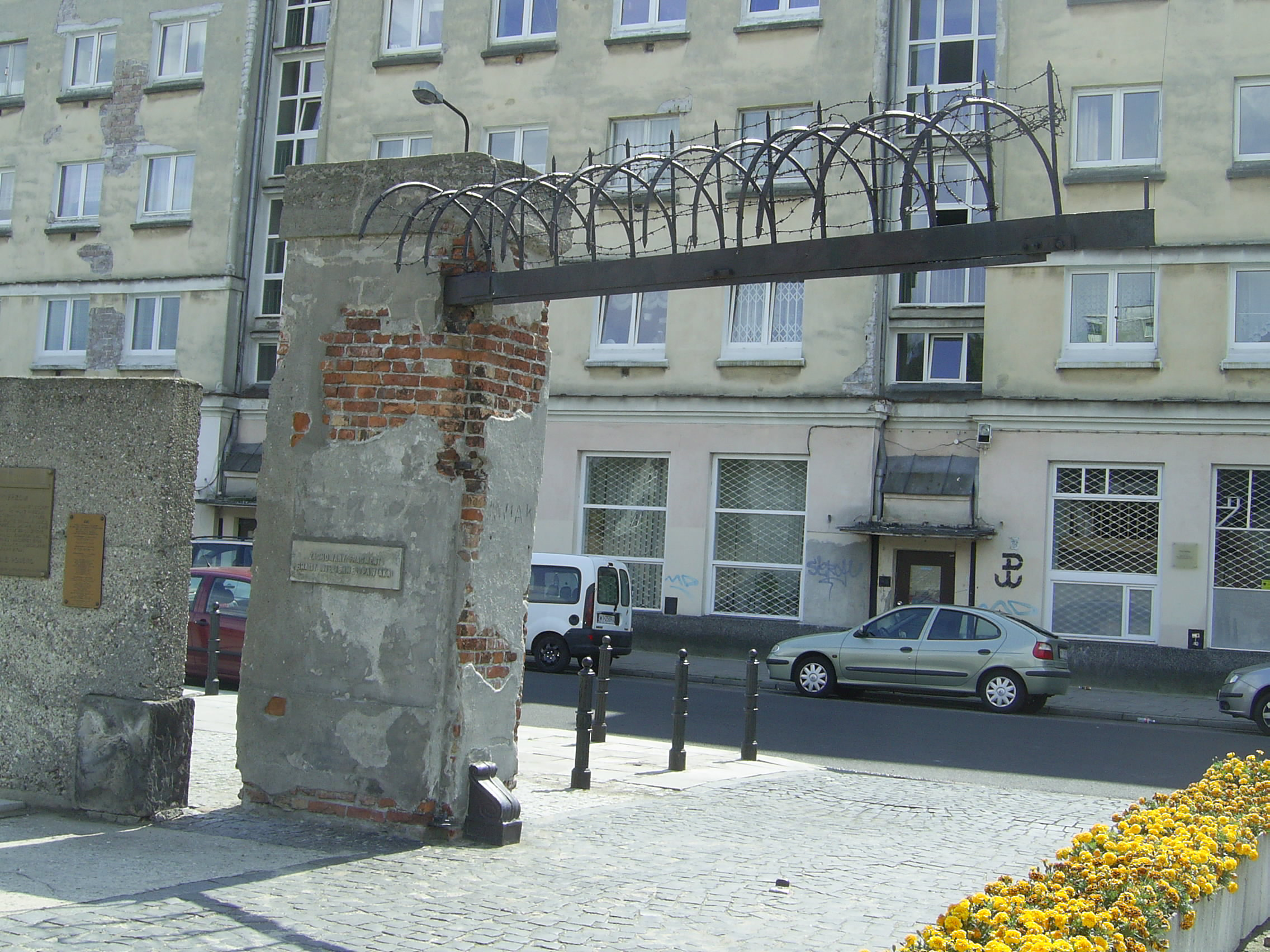
تصویری از خرابهٔ دروازهٔ زندان پاویاک.

پاویاک (به انگلیسی: Pawiak) زندانی در ورشو بود که در ۱۸۳۵ ساخته شد. این زندان در جریان جنگ جهانی دوم و اشغال لهستان تبدیل به بخشی از اردوگاه‌های کار اجباری شد.

## تاریخچه
نامِ زندانِ پاویاک از خیابانی در ورشو می‌آید که در آن واقع شده‌است. ساختمان این زندان بین سال‌های ۱۸۲۹ و ۱۸۳۵ بر اساس طرحی از فریدریک فلورین اسکاربک، پدرخواندهٔ فردریک شوپن، آهنگساز معروف ساخته شد.
در جریان قیام ۱۸۶۳ پاویاک محلی برای استقرار موقت لهستانی‌هایی شد که به دستور امپراتوری روسیه به سیبری تبعید شده بودند.
پس از این‌که لهستان استقلال خود را در ۱۹۱۸ به دست آورد، پاویاک زندان اصلیِ مردان ورشو شد.
بعد از حملهٔ آلمان‌ها در ۱۹۳۹ به لهستان، پاویاک تبدیل شد به یکی از زندان‌های گشتاپو و پس از آن به بخشی از اردوگاه‌های کار اجباری آلمان نازی. در حدود ۱۰۰هزار مرد و ۲۰۰هزار زن در این زندان بوده‌اند. حدود ۳۷هزار نفر از این تعداد اعدام شده و حدود ۶۰هزار نفر دیگر به اردوگاه‌های مرگ نازی فرستاده شده‌اند. آمار دقیقی وجود ندارد چون بایگانی زندان هرگز پیدا نشد.
در ۲۱ اوت ۱۹۴۴، پس از قیام ورشو، نازی‌ها تعداد نامعلومی از زندانیان باقی‌مانده را کُشتند و ساختمان زندان را سوزاندند و ویران کردند.
پس از جنگ جهانی دوم پاویاک بازسازی نشد. اما از ۱۹۹۰ میلادی تا کنون موزه‌ای در زیرزمینِ سالم‌ماندهٔ این زندان برپاست.